# Аоки, Синмон
Синмон Аоки (яп. 青木新門, романиз.: Aoki Shinmon, 11 апреля 1937, Нюдзэн, Тояма, Япония — 6 августа 2022, Тояма, Тояма, Япония) — японский писатель и поэт. Наиболее известен своими мемуарами «Гробовщик: журнал буддийского гробовщика», опубликованными в 1993 году. Книга основана на его дневниках в период, когда он работал гробовщиком в 1970-х годах, профессия, которая традиционно считается табу в Японии из-за их восприятия смерти. В 2008 году его мемуары были экранизированы в успешном художественном фильме режиссера Ёдзиро Такито «Ушедшие», удостоенном премии Оскар.
Аоки умер 6 августа 2022 года в возрасте 85 лет.